# Yvonne van Hertum
Yvonne Helene van Hertum (Amsterdam, 16 februari 1954) is een omstreden Nederlandse anti-pedofilie-activiste die meerdere websites tegen pedofilie beheerd heeft. Ze hield ook een actie om op te komen tegen de manier waarop honden in Zuid-Korea worden geslacht voor consumptie. Ze is auteur van het boek Tranen op 4 mei.

## Carrière
In 2002 begon Van Hertum een website, waarmee ze protesteerde tegen de behandeling van honden in Zuid-Korea. Ze stelde onder andere een petitie op gericht aan de ambassadeur van Zuid-Korea, met naar eigen zeggen 42.000 handtekeningen, die deze weigerde in ontvangst te nemen.
In 2006 startte Van Hertum aanvankelijk een website tegen het toenmalige initiatief NVD, die later haar naam op last van een gerechtelijke uitspraak veranderde in PNVD. Van Hertums website, stopnvd.org, dat een forum bevatte, trok een wisselend publiek waaronder veel slachtoffers van seksueel misbruik in hun kinderjaren. Ze organiseerde een demonstratie die voornamelijk extreemrechtse demonstranten aantrok en uiteindelijk afgeblazen werd.
Gezien de naamswijziging van de NVD naar PNVD en het verleggen van de functie van de website naar anti-pedofilie in het algemeen, werd er gezocht naar een nieuwe naam. Een oud-bezoeker suggereerde stopkindersex.
Aanvankelijk begon Van Hertums initiatief op het domein stopnvd.org, later opgevolgd door stopkindersex.nl, opgevolgd door stopkindersexnu.nl, stopkindersex.com, stopkindersex.nl en later stopkinderseks.com.
Van Hertum publiceerde ook een foto van een veroordeelde, voortvluchtige pedofiel 'omdat justitie niets deed'. Verder zette ze een zogenaamde 'pedodatabank' op, waarop per postcode te zien was of er een veroordeelde pedofiel in de buurt woonde. De website gaf geen verdere informatie dan de mededeling dat er al dan niet een pedofiel aan de ingevoerde postcode gelinkt kon worden. Zelf gaf Van Hertum aan dat ze met deze site en acties begon omdat de oprichting van de PNVD tegen haar rechtsgevoel indruiste.